# Crocidura niobe
Crocidura niobe — вид ссавців родини Soricidae. Його батьківщиною є гірські ліси Альбертінського рифту (Бурунді, Демократична Республіка Конго, Руанда, Танзанія, Уганда). C. niobe була зареєстрована в Демократичній Республіці Конго в гірських тропічних вологих лісах, вторинних лісах і прилеглих до культивованих ділянок. У національному парку Кібіра його зазвичай можна знайти в середовищі існування вздовж мілководних струмків і осокових боліт, а в національному парку Мгахінга Горила його було знайдено в межах і поблизу осокових боліт. Він веде нічний спосіб життя та комахоїдний.